# Вила Тополица
Вила Тополица или Дворац краља Николе у Бару је зграда у којој је смјештен Завичајни музеј, а користи се и за галеријско изложбене и музичко-сценске потребе. Налази се на Шеталишту краља Николе, уз море.

## Називи
Иако се у црногорским медијима Вила Тополица данас учестало назива Дворац краља Николе, то име није историјски исправно. Вилу је по једној причи дао изградити зет краља Николе, каснији краљ Петар Карађорђевић, а по другој причи његов млађи брат Ђорђе Карађорђевић. Од када се оженио Николином ћерком, Петар је живио у Црној Гори,, а каткад су га посјећивали и браћа Ђорђе и Арсен. Петар или Ђорђе су дворац назвали Тополица, по Тополи у Србији, због историјске везаности Тополе и њиховог претка Карађорђа. И цијели дио новог Бара у близини ове виле се прозвао Тополица, тако да је то данас и назив за једно од насеља у граду. Вила никада није припадала краљу Црне Горе, Николи. Ни један путописац, новинар или државник је није називао Дворцем краља Николе. Пошто је касније припала сину краља Николе, Данилу, од тада је, у тадашњим штампаним документима и књигама, вила називана и Дворцем пријестолонасљедника Данила.

## Историја
Дворски комплекс у Бару са припадајућим објектима: Великим и Малим дворцем, кулама-стражарама, дворском капелом и зимском баштом налази се непосредно у близини морске обале, на Тополици. Постоје две приче о томе ко је саградио овај дворац. Према првој причи саградио га је за своје потребе кнез Петар Карађорђевић, зет књаза Николе, који је од женидбе са Зорком живио у Црној Гори, да би га црногорски владар послије откупио од њега. Друга прича је да је дворац саградио млађи Петров брат Ђорђе по свом доласку у Црну Гору, непосредно по братовој женидби. Глас Црногорца је 13. (1) јануара 1889. пренео вест новина Браник о смрти кнеза Ђорђа, и ту се спомиње да је он са сестрићем Алексом Николајевићем, сином најстарије сестре Полексије, дошао у Црну Гору непосредно пошто му је брат Арсен ступио у француску војску и отишао у Тонкин у Индокини. Одељак који то наводи каже да је Ђорђе одабрао себи дивно место у крај мора ниже Бара, и озида ту леп дворац у мисли да одсели тамо и свога старог родитеља. Кнез Александар Карађорђевић је тада имао око 76 година и живео је у Темишвару, где је напослетку и преминуо. Колико је познато, није се преселио у Тополицу. Као додатни доказ да је Ђорђе саградио Тополицу спомиње се и исечак из једне енциклопедије, где је погрешно наведена година његове смрти.
Дворац се први пут помиње у Гласу Црногорца из 1885. године, па се стога ова година сматра и годином његове изградње, која се везује за име тадашњег дворског архитекте Јосипа Сладеа. Вила Тополица, како је било право име Дворца, дошла је у дио књазу Данилу, Николином сину. Краљ Никола је посљедњи пут био у Дворцу 29. јуна 1914. године. Након Првог свјетског рата, како пише лист Зетски гласник, Дворац и околно имање претстављали су извјесну пустош и рушевину. Од 1933. године у Дворцу је почела да ради Специјална пољопривредна школа за јужне културе Тополица, једина таква у земљи. Од 1946. до септембра 1949. у Дворцу је радила Средња пољопривредна школа, а подизањем нове зграде за ову институцију, претворен је у стамбени објекат за неколико породица. Као стамбена зграда функционисао је све до 1960. године, када је у њега смјештен Завичајни музеј, а од 1965. до 1977. и градска књижница. У дворишту Виле Тополице се налази биста са ликом краља Николе.

## Дијелови дворца

### Велики дворац
Главно здање комплекса представља Велики дворац. Зграда је подигнута у духу резиденцијалних објеката тог времена. Има правоугаону основу са прочељем окренутим према мору. Састоји се од приземља, спрата и мансарде. У земљи са обје стране Великог дворца налазили су се вински подруми, а и почетком 21. вијека је било живих свједока постојања подземног тунела који је спајао подрум са кулама-стражарама. Без археолошких истраживања тешко је тврдити да ли су то били дренажни одводи, или је то тајни пролаз какав имају многе средњевјековне утврде. Зидан је опеком у кречном малтеру, уз жуте равне површине које се смјењују са бијелим украсима и дрвенаријом. Кров је од дрвета, покривен етернит плочама. Фасаде зграде су подијељене по хоризонтали хоризонталним профилисаним вијенцем. Приземље је обрађено у духу неокласицизма имитацијом плитких квадера са великим прозорима, који се полукружно завршавају. На задњој страни формиран је споредни улаз са великим и стрмим степеништем које води у дворски парк пун медитеранског растиња. Уз западну фасаду 1910. године дозидана је пространа балска дворана правоугаоне основе са заобљеним угловима. На угловима оградног зида Великог дворца, према мору, налази се по једна шестострана кула-стражара са прозорима преломљених лукова.

### Мали дворац
Мали дворац знатно је скромнијих димензија у односу на Велики. Зграда је такође прочељем окренута према мору. Подигнута је у облику правоугаоне основе и састоји се од приземља и спрата. По начину обликовања, Мали дворац подсјећа на виле грађене око језера у Сјеверној Италији.

### Зимска башта
Зимска башта, поклон италијанског краља Виториа Емануела, наслања се са сјевероисточне стране на дворски парк. Објекат је подигнут од застакљене металне конструкције са декоративним детаљима у виду сецесије, и једини је такав споменички објекат у Црној Гори. Данас се назива Књажева башта.

### Дворска капела
Дворска капела налази се између Великог и Малог дворца. Зграда представља мањи објекат правоугаоне основе са тријемом на металним стубовима. Капела је изграђена од металних валовитих плоча и вјероватно је освештана у вријеме Митрофана Бана. У степениште овог објекта уграђен је дио објекта са грбом средњевјековне породице Крампси.

### Пристаниште
За потребе виле-двора, уз дворац је било и пристаниште за бродове и јахте. У једном тренутку је краљ Никола имао десет својих јахти. Она по имену Сибил је купљена од Жила Верна.

## Галерија
- Турска војна батаљонска застава, 19. вијек
- Обилића медаља
- Споменица на рат 1912. године
- Иван Жмирић, слика Вјенчање Црне Горе са морем (познатија као Вјенчавам те српско море са слободом Црне Горе), 1881. Оригинал је у Поморском музеју у Котору.
- Дио Шеталишта краља Николе код Виле Тополице.
- Дио обале мора и Шеталишта краља Николе код Виле Тополице.
- Дио обале мора и Шеталишта краља Николе код Виле Тополице.